# David Rokeby
Pour les articles homonymes, voir Rokeby.
David Rokeby, né le 14 novembre 1960 à Tillsonburg, Ontario, est un artiste d'art électronique, d'art vidéo et d'installation canadien. 
Il vit avec sa femme, la pianiste Eve Egoyan, et sa fille au Canada dans la ville de Toronto[réf. nécessaire].
Une de ses premières œuvres intitulée Very Nervous System (1982-1991) est reconnue comme un travail pionnier de l'art interactif. Le dispositif traduit des gestes physiques dans des environnements sonores interactifs en temps réel. Very Nervous System a été présentée à la Biennale de Venise en 1986.

## Biographie
Né en 1960 à Tillsonburg, il vit à Toronto, au Canada. Rokeby a fait des études en art expérimental au Ontario College of Art (1979-1984) et conçoit des installations interactives depuis 1982. Ses œuvres sollicitent le corps humain ou comportent des systèmes de perception artificielle.
Depuis la première présentation à la Biennale de Venise en 1986 de Very Nervous System (1986- ) — une de ses œuvres les plus connues –, l'artiste présente ses réalisations à travers le monde. David Rokeby a participé à de nombreuses expositions au Canada, aux États-Unis, en Europe, au Japon et en Corée, parmi lesquelles SIGGRAPH en 1988, l'Art Show d'Atlanta en 1988, Ars Electronica de Linz en 1991, la Mediale de Hambourg en 1993, à la Power Plant de Toronto en 1995, à la Biennale de Gwangju la même année, et à la Holly Solomon Gallery à New York ou à la Biennale de Florence en 1996.
Dans toutes ses installations, l'artiste manifeste un intérêt à l'égard de la relation entre le visiteur et l'œuvre d'art qui se traduit de manière sensible dans des dispositifs discrets. Pour Rokeby, le défi est de concevoir un système à l'opposé d'autres œuvres interactives contemporaines qui demeurent prévisibles et maîtrisables.
Une exposition solo organisée par la Presentation House Gallery à Vancouver (janvier-février 2001) a donné l'occasion de présenter les œuvres les plus connues de sa carrière, dont The Giver of Names de 1998 et Watch de 1995.

## Production artistique

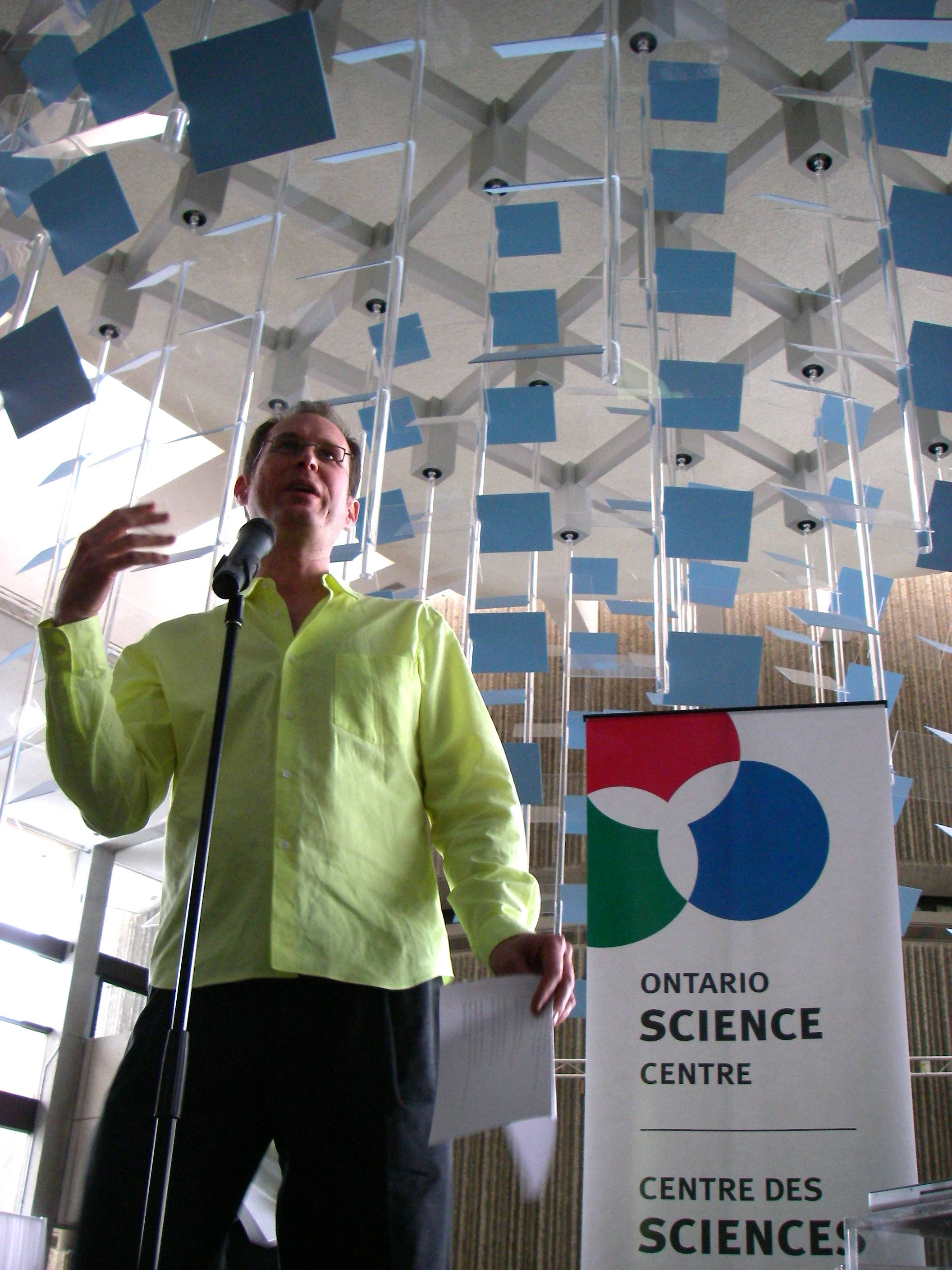
David Rokeby at the unveiling of the work Cloud (2007)

David Rokeby créé et expose depuis 1982. Dans la première partie de sa carrière, il s'est concentré sur la réalisation de pièces interactives qui engagent directement le corps humain, ou qui impliquent des systèmes de perception artificielle. Au cours de la dernière décennie, sa pratique s'est étendue à la sculpture vidéo, cinétique et statique. Ses œuvres ont été présentées ou exposées dans de nombreuses manifestations au Canada, aux États-Unis, en Europe et en Asie, notamment : la Biennale de Venise, en 1986 ; Ars Electronica (Linz, Autriche) en 1991 ; la Mediale (Hambourg, Allemagne) en 1993 ; la Biennale de Kwangju (Corée) en 1995 ; la Biennale de Florence en 1996 ; Alien Intelligence (Kiasma, Helsinki) en 2000 ; le Musée des beaux-arts du Canada en 2002 ; la Biennale d'Architecture de Venise en 2002 ; Ars Electronica en 2002 ; Algorithmische Revolution (ZKM, Allemagne) en 2004 ; Silicon Remembers Carbon (rétrospective) (Fact, Liverpool) en 2007 ; Silicon Remembers Carbon (rétrospective) (CCA, Glasgow, Écosse) en 2007 ; Profiling (Whitney Museum, New York, États-Unis) en 2007 ; E-art (Musée des Beaux-Arts de Montréal, Montréal, Canada) en 2007 ; Synthetic Time (Pékin, Chine) en 2008 ; LuminaTO Festival (Toronto, Canada) en 2009 ; Panorama 14, Le Fresnoy (Tourcoing, France) en 2012.
Son œuvre emblématique Very Nervous System évolue depuis 1982. Dans Wired Magazine, le travail est présenté par l'artiste de la manière suivante : « Une combinaison de technologies, certaines épuisées, certaines rares et ésotériques, et quelques-unes préparées par Rokeby lui-même. Initialement, en 1982, beaucoup plus du système était fait maison. Ses circuits, conçus pour accélérer la réponse du lent Apple II, n'étaient toujours pas assez rapides pour analyser une image d'une caméra vidéo ordinaire, donc il a construit son propre appareil à faible consommation: une petite boîte avec 64 capteurs de lumière derrière une lentille de Fresnel en plastique. Mais Very Nervous System évolue depuis 13 ans, au cours desquels le monde a connu un certain nombre d'évolutions technologiques. Ainsi Rokeby a maintenant beaucoup plus de composants achetés en magasin intégrés dans le système : il peut gérer un Mac Quadra et de vraies caméras vidéo, via le logiciel Max de Paris ».
Un certain nombre d'œuvres de Rokeby abordent des questions de surveillance numérique, y compris Watch (1995), Guardian Angel (2002) (qui a fait l'objet d'une étude de cas, a été publiée dans la revue no 122, avril 2006, p. 7-8 et Sorting Daemon (2003). En plus de son art de la surveillance, d'autres travaux entreprennent un examen critique des différences entre l'intelligence humaine et artificielle. Le donneur des noms (1991) et n-cha(n)t (2001) sont des entités subjectives artificielles, provoquées par des objets ou des mots parlés dans leur environnement immédiat pour formuler des phrases et les prononcer à haute voix.
David Rokeby a été conférencier invité à des événements à travers le monde et a publié deux articles qui sont nécessaires dans les facultés d'arts médiatiques et dans de nombreuses universités. En 2002, il a représenté le Canada à la Biennale d'architecture de Venise avec Seen (2002). En 2004, il a représenté le Canada à la Biennale de São Paulo au Brésil. En 2007, il a réalisé de grandes commandes d'art pour le Centre des sciences de l'Ontario et la Fondation Daniel Langlois à Montréal. En 2005, le directeur de la Fondation Daniel Langlois a proposé à David Rokeby de créer une version de Machine for Taking Time pour l'Ex-Centris à Montréal. L’œuvre a été présentée au public le 14 septembre 2007 lors de l'exposition e-art (Nouvelles technologies et art contemporain) sous le nom de Machine for Taking Time (Boul. Saint-Laurent). Elle a été acquise par la fondation Daniel Langlois et a été exposée jusqu'au 6 avril 2009.
La pièce sculpturale Cloud de Rokeby est l'une des trois installations artistiques permanentes du Centre des sciences de l'Ontario. Cloud se compose d'un tableau de carrés bleus et transparents qui tournent de diverses manières pour simuler les trois états de matière: solide, liquide et gazeux.

### Expositions individuelles
- 2004 : David Rokeby, Oakville Galleries, Oakville
- 2002 : The New Media Series:David Rokeby, Art Gallery of Hamilton
- 2001 : David Rokeby, Presentation House Gallery, North Vancouver
- 1998 : David Rokeby: The Giver of Names, Macdonald Stewart Art Centre, Guelph, Oboro, Montreal[16]
- 1996 : David Rokeby: Watch, InterAccess Electronic Arts Centre, Toronto
- 1985 : David Rokeby, A Space, Toronto
- 1983 : ArtCulture Resource Centre, Toronto

### Expositions collectives
- 2004 : Machine Life, Agnes Etherington Art Centre, Kingston
- 2003 : Twitch, Winnipeg ; Einbildung,Das Wahrnehmen in der Kunst, Kunsthaus Graz, Autriche
- 2002 : Next Memory City, Venise, Biennale 2002 - International Architecture Exhibition, Venise, Italie
- 2001 : computer voices|speaking machines, Walter Phillips Gallery, Banff Centre for the Arts, Banff
- 2000 : Alien Intelligence, Kiasma Museum of Contemporary Art, Helsinki, Finlande ; Ars Electronica, Linz, Autriche ; Engaging the Virual, Dalhousie Art Gallery, Halifax
- 1997 : Ars Electronica, Linz, Autriche
- 1996 : Biennale de Kwangju ; Holly Solomon Gallery, New York
- 1995 : Press Enter: Between Seduction and Disbelief, Power Plant Contemporary Art Gallery, Toronto
- 1991 : Ars Electronica, Linz, Autriche (catalogue) ; MuuMedia-Festival, Helsinki, Finlande
- 1989 : Machinations, Galerie Christiane Chassay, Montréal
- 1986 Arte, Technologia e Informatica, Biennale de Venise

## Collaboration avec les ordinateurs

### Installations

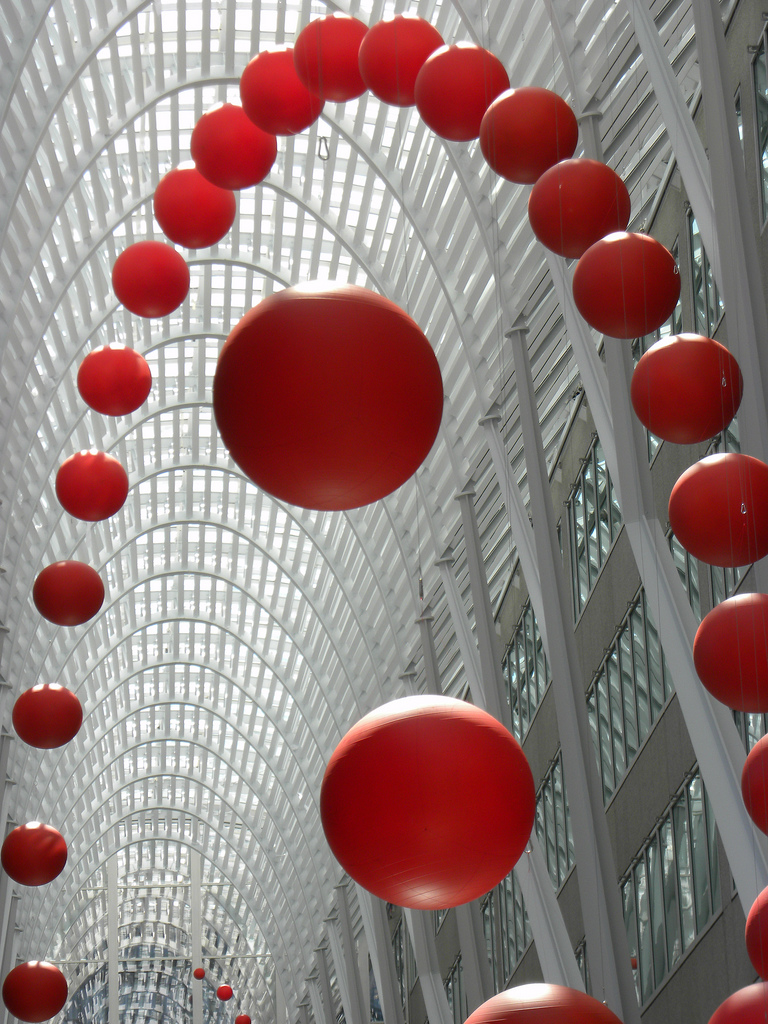
David Rokeby

- Current (en collaboration avec Michael Awad) (2014) art public commandé par Ripley's Aquarium of Canada[17]
- In the Offing (2013)
- Schooling (en collaboration avec Michael Awad) (2013) art public commandé par Ripley's Aquarium of Canada[18]
- Shrouded (2012)
- Hand-held (2012)
- Minimal Object (2012)
- Whirl (2011)
- International Feel (2011)
- Dark Matter (2010, révisé en 2015) commandée par Wood Street Galleries, version 2015 réalisée avec l'aide financière du Conseil des arts de l'Ontario et du Conseil des Arts du Canada[19]
- Through the Vanishing Point (2010)
- Murmurscape (2010)
- Quaver (2010)
- Pixel Cube (en collaboration avec Michael Awad) (2009). Installation permanente d'art public au 25 York Street, Toronto[20]
- Surface Tension (en collaboration avec Eve Egoyan) (2009)
- Long wave (2009)
- Machine For Taking Time (Boul. Saint-Laurent) (2007)[21],[22]
- Plot Against Time (2007-)
- Cloud (en collaboration avec Michael Awad) (2007) commandée par le Centre des sciences de l'Ontario, Toronto[23]
- San Marco Flow (2005)
- Gathering (2004)
- Sorting Daemon (2003)
- Cheap Imitation (2002)
- Taken (2002) (caméra vidéo, ordinateur, logiciel sur mesure, deux vidéoprojecteurs)
- Seen (2002) (2 ordinateurs, 4 projecteurs, images source numériques, logiciels personnalisés)
- steamingmedia.org (en collaboration avec Tapio Makela) (2002-). Steamingmedia.org a été présenté au Centre canadien du film, 2489, avenue Bayview, Toronto, lors de l'exposition des galeries d'Oakville
- inter / face (2002)
- Machine for Taking Time (2001) (caméra vidéo, mécanisme motorisé pan-tilt, ordinateur, logiciel sur mesure, vidéoprojecteur, écran de projection arrière, jardin)
- n-Cha(n)t (2001) (7 ordinateurs, 7 moniteurs, 7 microphones réducteurs de bruit, 7 ensembles de haut-parleurs multimedia, 7 ports ethernet hub et câblage réseau, logiciel personnalisé et logiciel commercial de reconnaissance vocale)
- Guardian Angel (2001)
- Shock Absorber (2001)
- Watched and Measured (2000)[24]
- Universal Translator (1999)
- The Giver of Names (1991-) (caméra vidéo, ordinateur, logiciel personnalisé, objets, piédestal, projecteur vidéo, écran de projection arrière, petits haut-parleurs multimédia)[2]
- Border Patrol (en collaboration avec Paul Garrin) (1995)
- Watch (créée en 1995, révisée en 2003) (caméra vidéo, ordinateur, logiciel sur mesure, vidéoprojecteur, coin rue)
- 60 (1995)
- Silicon Remembers Carbon (1993-2000)
- Petite Terre (en collaboration avec Erik Samakh) (1992)
- Measure (1992-1994)
- (Perception is) The Master of Space (1990)
- Liquid Language (1989) est une pile Hypercard créée pour une exposition d'œuvres d'artistes qui ont exploré l'avenir du livre[25]
- Echoing Narcissus (1987) consiste en un processeur de la voix, déposé dans un tonneau évoquant une fontaine en cuivre, qui renvoie les sons en boucle. Au fond du tonneau se trouve une feuille de Mylar qui réfléchit et fait onduler le visage du visiteur. Rokeby s'intéresse ici à « la manière dont la technologie modifie, rehausse et déforme notre propre image. »[26]
- Very Nervous System (1986-2004) (caméra vidéo, ordinateur, logiciel personnalisé, amplificateur et haut-parleurs). Bien que Very Nervous System ait surtout été exposée dans des galeries, elle a également été présentée à l'extérieur dans des espaces publics et utilisée pour de nombreuses performances. Very Nervous System est également le nom de l'interface conçue par Rokeby pour capter le mouvement et le traduire en son ou en image[27]
- Body Language (1984-1986) est une sculpture cybernétique composée de trois ordinateurs, d'un synthétiseur, de trois caméras vidéo, d'un mélangeur numérique et d'un amplificateur conçu pour transformer ce que les caméras enregistrent en un environnement sonore complexe et en images vidéo[1]
- Reflexions (1983) a été la première installation sonore interactive de l'artiste[28].

## Distinctions
Les prix incluent le premier prix BAFTA (Académie britannique des arts cinématographiques et télévisuels) pour l'art interactif en 2000, un prix du Gouverneur général en arts visuels et en arts médiatiques de 2002 et le prix Ars Electronica (Golden Nica pour l'art interactif) en 2002. Il a reçu le premier prix Petro-Canada pour les arts médiatiques en 1988 et le prix Ars Electronica de distinction pour l'art interactif (Autriche) en 1991 et 1997.

## Conférences et ateliers
- 2010 : Master Class avec Golan Levin et Philippe Rahm, Baltan Labs, Eindhoven, Pays-Bas.
- 2005 : Conférence Kodak, Université Ryerson, Toronto, Canada
- 2004 : Membre du jury, Architecture of Vision, Kunsthaus Graz, Graz Autriche.
- 2003 : Artiste visiteur de conférence, Faculté d'art, Carnegie Mellon University, Pittsburgh, États-Unis.
- 2002 : Conférence, Flow, Portes de la Perception, Amsterdam, Pays-Bas.
- 1996 : Chef d'atelier, masterclasses en art électronique, Copenhague, Danemark.
- 1995 : Membre du jury d'Info-Art Talk Show, Biennale de Gwangju, Gwangju, Corée.
- 1991 :Artiste-en-résidence, Résidence sur le BioApparatus, Banff Centre, Banff, Canada[29].